# Пильский, Иосиф Яковлевич
Иосиф Яковлевич Пильский (1906—1965) — директор Московского химико-технологического института имени Д. И. Менделеева (1937—1943), военинженер 3-го ранга.

## Биография
Родился в 1906 году в городе Перекопе. Отец Яков Пильский погиб в 1919 году в боях с белогвардейцами во время Гражданской войны.
Трудовой путь начал регистратором в уездной комиссии по привлечению к трудовой повинности, затем подручным слесаря и шофёром. В 1927 году поступил в Московский химико-технологический институт им. Д. И. Менделеева и окончил его в 1931 году по пирогенной специальности. По окончании института зачислен в аспирантуру.
В 1937 году защитил диссертацию на учёную степень кандидата технических наук. В том же году назначен заведующим кафедрой оборудования пирогенных производств в МИХМе.
30 декабря 1937 году назначен директором Московского химико-технологического института им. Д. И. Менделеева. Осенью 1941 года организованно провёл эвакуацию института в город Коканд, Узбекской ССР.
В 1943 году по возвращении института из эвакуации назначен директором Московского института химического машиностроения. В этой должности проработал до 31 декабря 1948 года.

## Награды
- орден «Знак Почёта» (17.12.1940) — «в ознаменование 20-летнего юбилея Московского химико-технологического института имени Д. И. Менделеева, за выдающиеся заслуги в деле развития химической науки и подготовки высококвалифицированных инженеров химиков-технологов»
- орден Трудового Красного Знамени (3 апреля 1944)
- медаль «За доблестный труд в Великой Отечественной войне 1941-1945 гг.»
- медаль «За оборону Москвы»

## Публикации
1. И. Я. Пильский, И. Л. Непомнящий. Автоматизация и механизация в коксовом производстве. М., Металлургия, 1965. 279 с.
2. Машины и аппараты коксохимического производства [Текст] : [Учебник для механ. вузов и фак.] / Н. М. Караваев, И. Я. Пильский, И. Г. Шепелев ; Под общ. ред. чл.-кор. АН СССР проф. Н. М. Караваева. — Москва : Металлургиздат, 1955. — 1 т.[1];